# Eishockey-Nationalliga (Österreich) 1992/93
Die Saison 1992/93 der österreichischen Eishockey-Nationalliga wurde mit acht Mannschaften ausgetragen. Titelverteidiger war der EHC Lustenau, der in dieser Saison im Finale dem EC Ehrwald unterlag.

## Teilnehmer und Modus
Insgesamt nahmen acht Mannschaften an der Meisterschaft teil. Neu dabei sind der EC Wien, Nachfolgeverein des WEV und des WAT Stadlau, sowie der UEC Mödling. Aus der Liga ausgestiegen ist neben Stadlau auch der UEC Linz.
Gespielt wurde zunächst eine doppelte Hin- und Rückrunde (je 28 Spiele pro Team). Alle Mannschaften waren automatisch für die Playoffs qualifiziert, die aus Viertelfinale, Halbfinale und Finale bestanden. Alle Playoff-Runden wurden in Hin- und Rückspiel ausgetragen, wobei zunächst die Anzahl der Punkte und anschließend das Torverhältnis über das Weiterkommen entschieden.

## Grunddurchgang
| Pl. | Team              | Sp | S  | U | N  | Tore    | Pkt |
| --- | ----------------- | -- | -- | - | -- | ------- | --- |
| 1   | EHC Lustenau      | 28 | 20 | 1 | 7  | 180:910 | 41  |
| 2   | EC Ehrwald        | 28 | 19 | 0 | 9  | 169:129 | 38  |
| 3   | UEC Mödling       | 28 | 17 | 3 | 8  | 142:111 | 37  |
| 4   | EC Wien           | 28 | 16 | 3 | 9  | 152:990 | 35  |
| 5   | EC Morzg Salzburg | 28 | 14 | 2 | 12 | 163:116 | 30  |
| 6   | EC Kitzbühel      | 28 | 10 | 4 | 14 | 154:181 | 24  |
| 7   | Kapfenberger SV   | 28 | 3  | 4 | 21 | 085:192 | 10  |
| 8   | EC Graz II        | 28 | 4  | 1 | 23 | 082:208 | 9   |

## Playoffs

### Viertelfinale
- EHC Lustenau (1) – Graz II (8): 2:0 Siege, Torverhältnis: 17:6
- EC Ehrwald (2) – Kapfenberger SV (7): 1:1 Siege, Torverhältnis: 28:13, EC Ehrwald steigt auf
- UEC Mödling (3) – EC Kitzbühel (6): 1:1 Siege, Torverhältnis: 14:7, UEC Mödling steigt auf
- EC Wien (4) –  ECM Salzburg (5): 2:0 Siege, Torverhältnis: 8:3

### Halbfinale
- EHC Lustenau (1) – EC Wien (4): 2:0 Siege, Torverhältnis: 11:5
- EC Ehrwald (2) –  UEC Mödling (3): 2:0 Siege, Torverhältnis: 15:8

### Finale
- EC Ehrwald (2) – EHC Lustenau (1): 1:1 Siege, Torverhältnis: 16:12

## Auf- und Abstieg
Meister EC Ehrwald konnte mangels geeigneter Eisfläche nicht in die Bundesliga aufsteigen. Es gab keinen geregelten Abstieg, lediglich der EC Morzg Salzburg zog sich aus der Liga zurück.

## Kader des Nationalliga-Meisters
| Nationalliga-Meister EC Ehrwald | Torhüter: Arnulf Zimmermann Verteidiger: Christian Gross Angreifer: Denis Altena, Renaldo Caumont, Philip Schneeberger, Stefan Somweber, Christian Stricker, Florian Wilhelm Cheftrainer: |